# وگکرورا
وگکرورا (به اسپانیایی: Vegacervera) یک شهرستان در اسپانیا است که در استان لئن واقع شده‌است.

## خصوصیات
وگکرورا ۳۴ کیلومترمربع مساحت و ۳۳۴ نفر جمعیت دارد.